# هونغ جونغ هيون
هونغ جونغ هيون هو ممثل كوري جنوبي ولد في 2 فبراير 1990.

## روابط خارجية
هونغ جونغ هيون على موقع IMDb (الإنجليزية)
- هونغ جونغ هيون على موقع قاعدة بيانات الفيلم (الإنجليزية)